# Ечберг
Ечберг (нім. Etschberg) — громада в Німеччині, розташована в землі Рейнланд-Пфальц. Входить до складу району Кузель. Складова частина об'єднання громад Кузель.
Площа — 3,46 км2. Населення становить 657 ос. (станом на 31 грудня 2020).